# Splot lędźwiowy

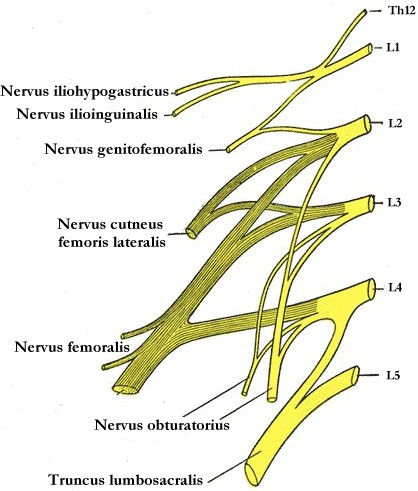
Splot lędźwiowy

Splot lędźwiowy (łac. plexus lumbalis) – w anatomii człowieka splot nerwowy powstały z gałęzi brzusznych nerwów rdzeniowych od L1 do L3 i częściowo L4. Otrzymuje również włókna z Th12. Splot ten leży na wyrostkach poprzecznych kręgów lędźwiowych, między warstwą głęboką i powierzchowną mięśnia lędźwiowego większego.
Gałęzie krótkie (mięśniowe), odchodzące bezpośrednio od korzeni splotu lędźwiowego, unerwiają mięsień czworoboczny lędźwi, mięsień lędźwiowy większy, mięsień lędźwiowy mniejszy i mięśnie międzypoprzeczne boczne lędźwi.
Gałęzie długie dzielą się na grupę górną, unerwiającą dolne części mięśni brzucha i skórę powyżej obręczy kończyny dolnej, i grupę dolną, unerwiającą wolną część kończyny dolnej. Do grupy górnej zaliczają się nerw biodrowo-podbrzuszny, nerw biodrowo-pachwinowy i nerw płciowo-udowy, a do grupy dolnej – nerw skórny boczny uda, nerw udowy i nerw zasłonowy.